# Comunidor de Sant Joan d'Oló
El Comunidor de Sant Joan d'Oló és un comunidor de Sant Joan d'Oló, al municipi de Santa Maria d'Oló (el Moianès) inclòs a l'Inventari del Patrimoni Arquitectònic de Catalunya.

## Descripció
Es tracta d'un comunidor que presenta una estructura quadrada i a ell s'hi accedeix pel cantó que mira a la rectoria a través de dos esglaons. La coberta se sosté sobre unes bigues de fusta que reposen en quatre pilars d'uns 80 cm d'alçada situats als extrems. La teulada té quatre cares, corresponents als quatre costats del comunidor, i fan un lleuger pendent. Una paret de poc més d'un metre tanca el recinte, quedant, però, la part superior oberta.
Els carreus són grans i irregulars.
Al centre, en el seu interior, hi ha una ara sostinguda per una pilastra.
En ella hi ha gravada la data de 1953, any de reconstrucció del comunidor. La funció que tenia era la de beneir el temps i allunyar les tempestes.

## Història
Es creu que és una construcció del segle xviii, però que fou renovada el 1953, data que es troba a l'altar de l'interior del comunidor. L'ara i la coberta són de nova construcció (1953).